# Wywłócznik kłosowy

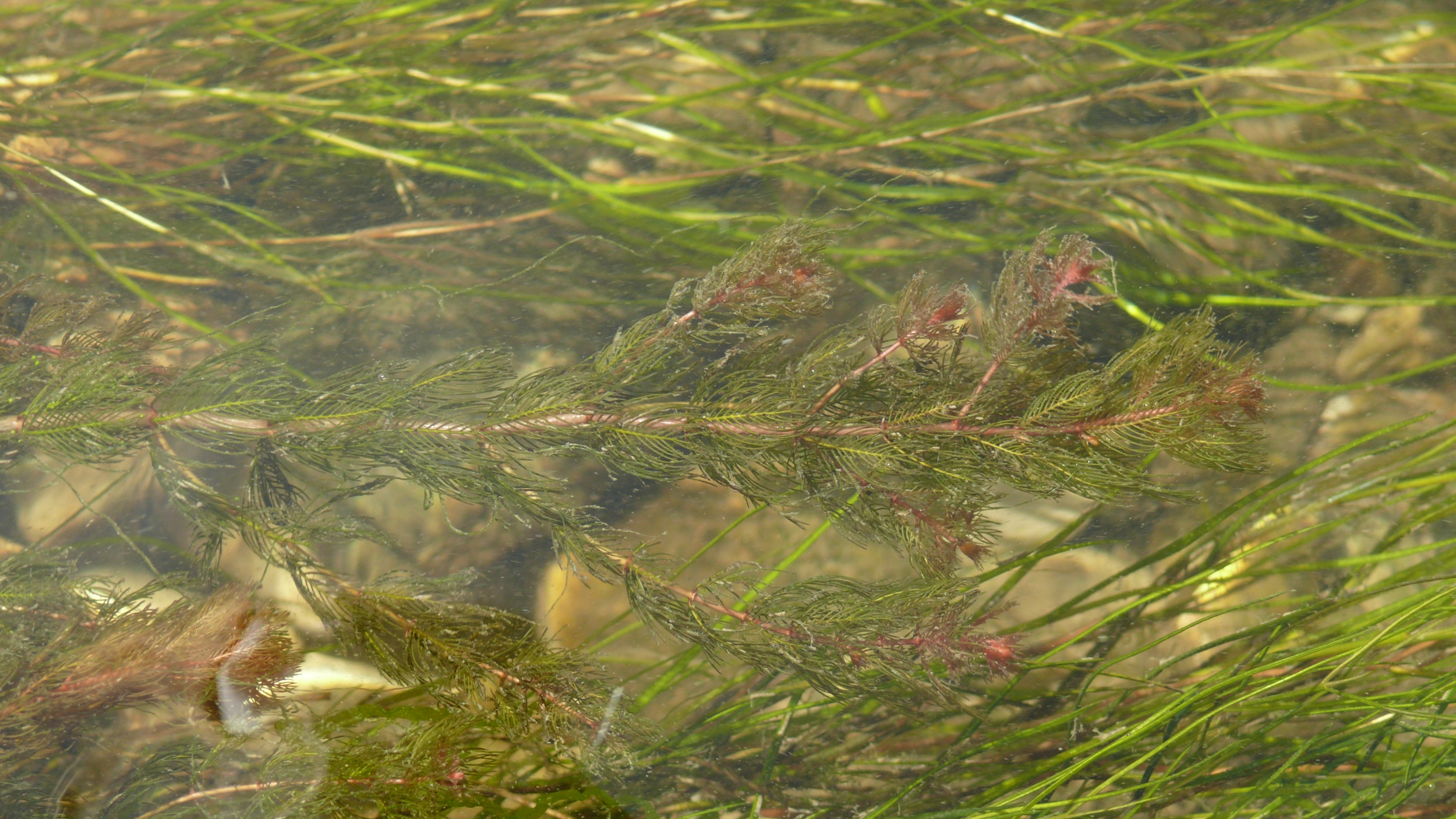
Pokrój

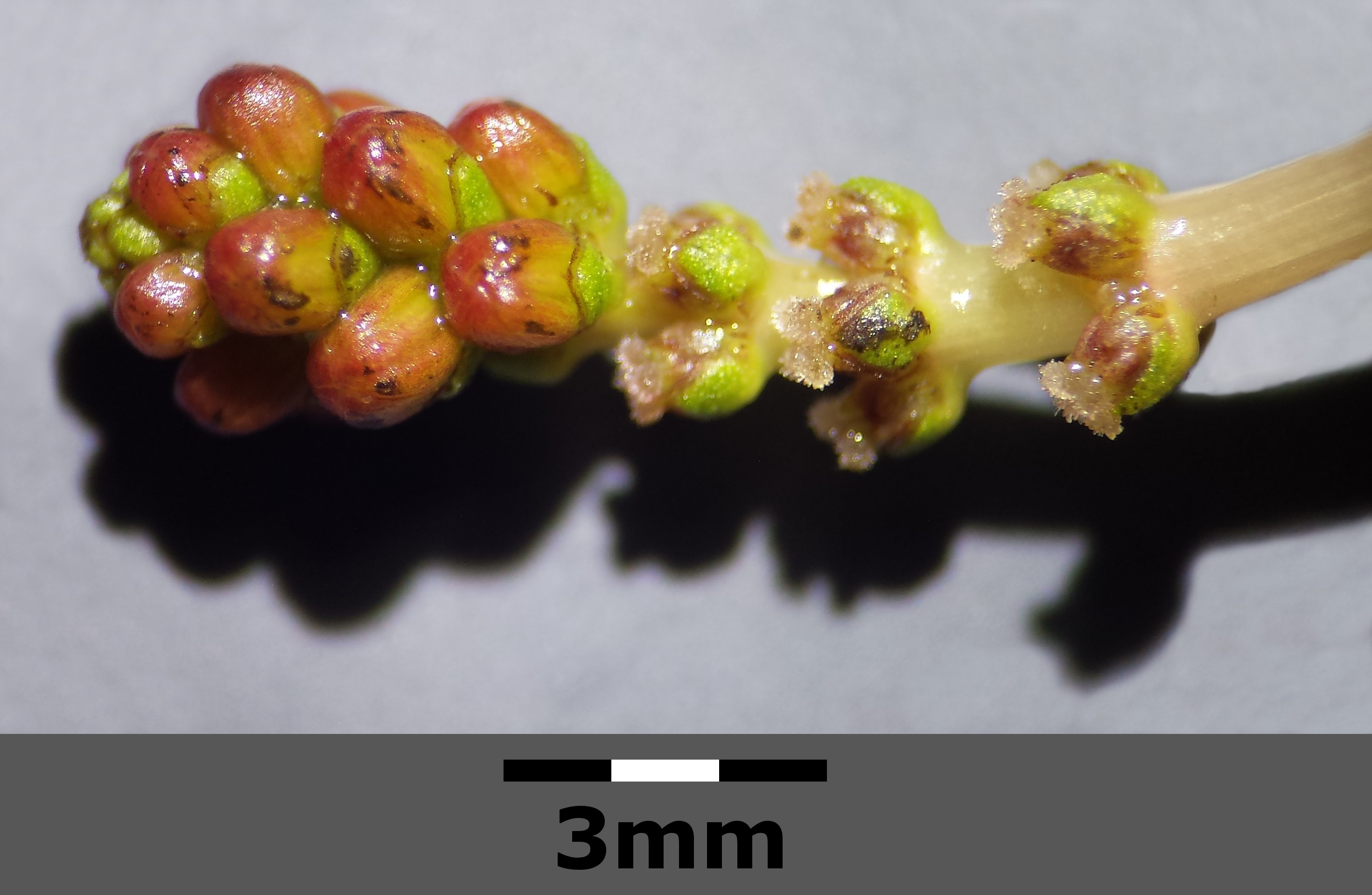
Kwiatostan

Wywłócznik kłosowy (Myriophyllum spicatum) – gatunek rośliny wodnej z rodzaju wywłócznik, rodziny wodnikowatych.

## Rozmieszczenie geograficzne
Występuje naturalnie w Europie, Azji (z wyjątkiem Półwyspu Arabskiego, Indii i Indochin) oraz w północnej Afryce. Zawleczony poza tym do południowej Afryki i na oba kontynenty amerykańskie. W Polsce pospolity, rozpowszechniony na niżu i pogórzu, w wodach  stojących i wolno płynących, zasobnych w składniki pokarmowe.

## Morfologia
PokrójElodeid swobodnie pływający lub zakotwiczający się w dnie przy pomocy pędów płożących i korzeni przybyszowych. Nad powierzchnię wystają jedynie kwiatostany. Rzadko zdolny do wytwarzania karłowatych form lądowych (Myriophyllum spicatum for. terrerstre Glück).
ŁodygaRozgałęziona, koloru czerwonawego. Długość zwykle od 20 cm do 3 m. Wyjątkowo do 4–5 m. U formy lądowej – kilka centymetrów. Stosunkowo sztywna. Okrągła w przekroju. Pędy płożące przypominają kłącze.
LiściePierzastosieczne o nitkowatych odcinkach. Najczęściej w okółkach po cztery, mają barwę ciemnozieloną, jesienią  czerwonawą. Łatki liści dość sztywne, odstające od łodygi także po wyciągnięciu z wody, ułożone mniej więcej naprzeciwlegle. Długość 1,5–3,5 cm.
KwiatyJasnoróżowe, niepozorne. Zebrane w wyniesione nad wodę kłosy, co umożliwia anemochorię. Przeważnie obupłciowe, ale także jednopłciowe. Okwiat podzielony na czterodziałkowy kielich (działki szerokotrójkątne o długości i szerokości ok. 0,3 mm) i czteropłatkową koronę (płatki jajowate o długości 2,5 mm). Słupek czteroszyjkowy, pręciki zebrane po osiem. Ułożone okółkowo po 3–4 w kątach przysadek. Dolne przysadki (często z kwiatami żeńskimi) pierzastosieczne o długości kwiatów; górne (często z kwiatami męskimi) całobrzegie, krótsze od kwiatów. Kłos o długości 4–15 cm, wyprostowany, wielkokwiatowy.
OwoceRozłupnia o długości ok. 3 mm rozpadająca się na 4 rozłupki.

## Biologia i ekologia
Hydrofit. Kwitnie od maja do września (zwykle w czerwcu i lipcu). Często rozmnaża się wegetatywnie w ten sposób, że na liściach i wierzchołkach łodyg tworzą się małe pączki, które odrywają się i rozrastają w nowe rośliny (fragmentacja pędów). Do rozmnażania wegetatywnego służą również zmetamorfizowane pędy płożące. W głębszych miejscach rozmnażanie generatywne nie jest możliwe. Roślina nie wytwarza specjalnych turionów. W sprzyjających warunkach jest zdolna przezimować przy dnie w stanie zielonym.
Jeden z pospolitszych makrofitów. Występuje w wodach stojących i wolno płynących o różnej żyzności, bogatych w wapń, o odczynie obojętnym lub lekko zasadowym. Często w wodach eutroficznych. Znosi zasolenie do 9‰. Stosunkowo dobrze znosi falowanie. Schodzi do 6 m głębokości, zasiedlając zwykle podłoże zamulone. Może rosnąć na gytii wapiennej, jak i na podłożu piaszczystym z warstwą osadów organicznych. Mimo istnienia formy lądowej, forma typowa po wyschnięciu zbiornika nie jest w stanie przystosować się do nowych warunków i ginie. Tworzy jednogatunkowe agregacje lub wchodzi w skład wielogatunkowych łąk podwodnych. Nie wchodzi do szuwarów. Gatunek charakterystyczny zespołu Myriophylletum spicati i klasy zbiorowisk hydrofitów Potametea.
Liczba chromosomów 2n = 28, 42.

## Zastosowanie
Jest gatunkiem wykorzystywanym do obsadzania ogrodów wodnych, nie jest zbyt wymagający, nie potrzebuje dodatkowego nawożenia, zwłaszcza organicznego. Jest całkowicie mrozoodporny. Rozmnaża się łatwo przez ukorzenianie oderwanych kawałków pędu.
Jeden z gatunków uwzględnianych w obliczaniu Makrofitowego Indeksu Rzecznego na potrzeby monitoringu jakości wód. Ma stosunkowo niską wartość L=3 wskazującą na wysoką trofię siedliska i przeciętną wartość W=2 oznaczającą średnią tolerancję ekologiczną gatunku.